# Ракитная Слобода
Ракитная Слобода (укр. Рокитна Слобода) — село, входит в Иванковский район Киевской области Украины.
Население по переписи 2001 года составляло 71 человек. Почтовый индекс — 07203. Телефонный код — 4591. Занимает площадь 0,6 км². Код КОАТУУ — 3222086805.

## Местный совет
07260, Київська обл., Іванківський р-н, с. Шпилі

## Галерея

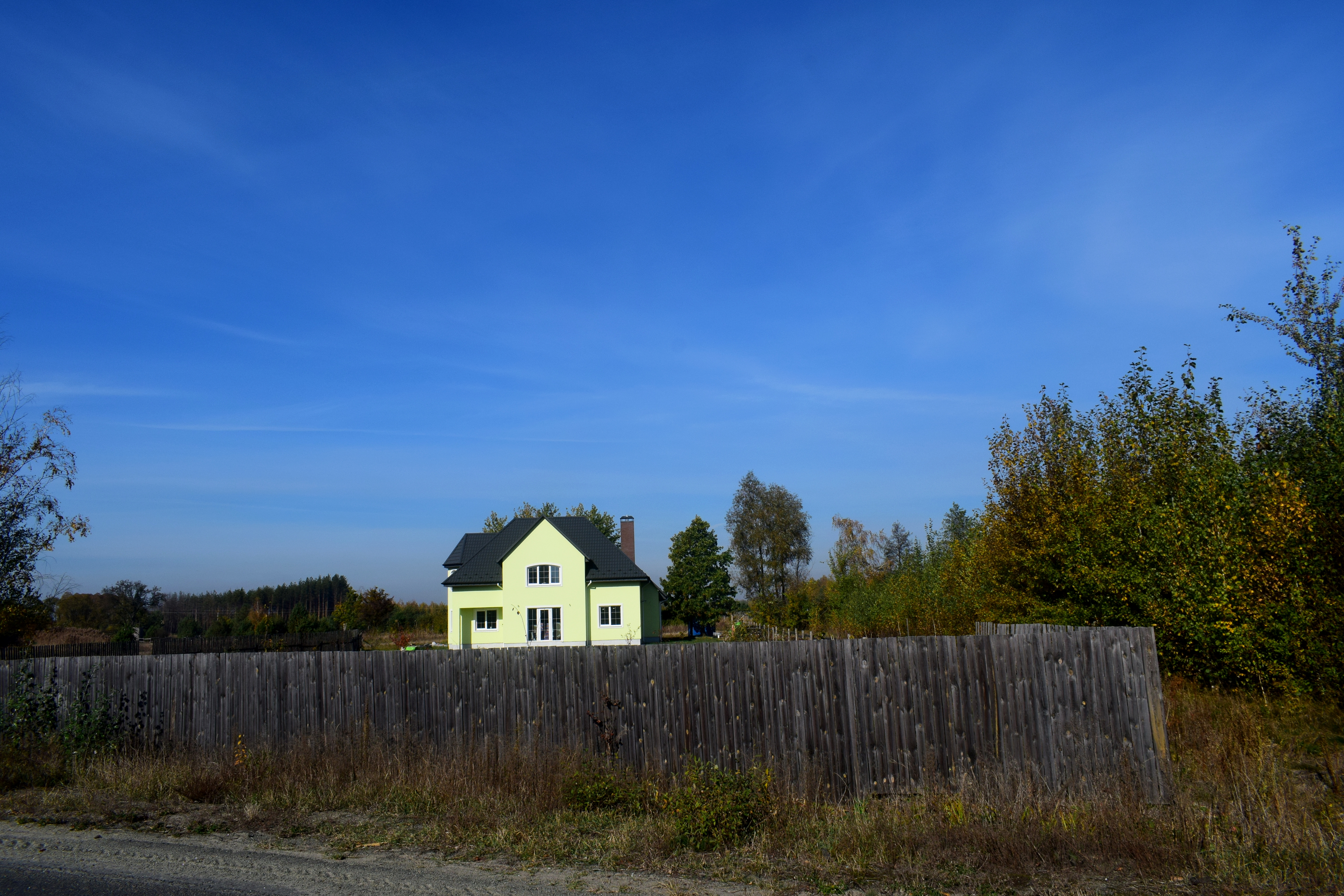
Жилой дом
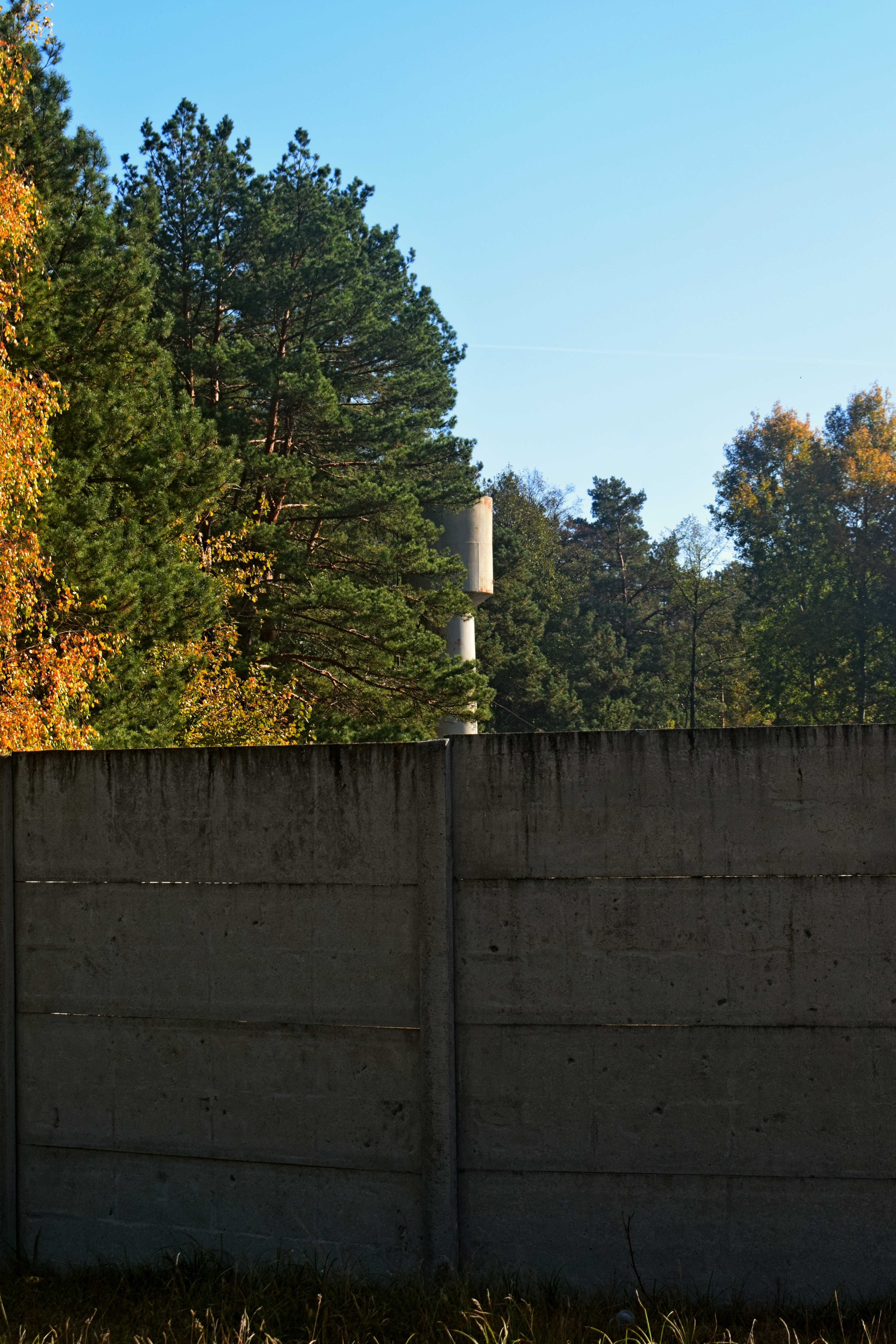
Водонапорная башня
Пруд
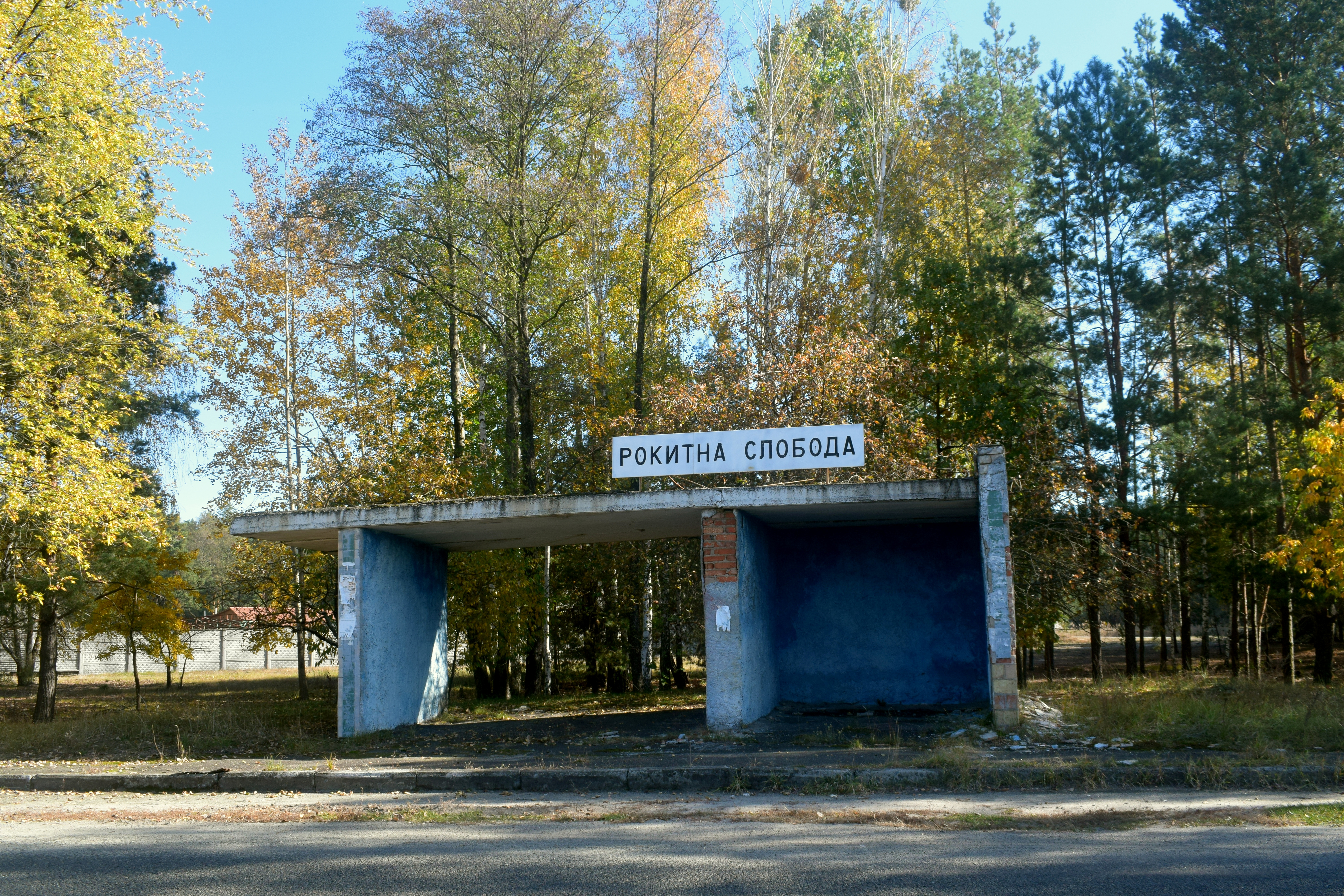
Автобусная остановка